# NGC 4176
NGC 4176 је спирална галаксија у сазвежђу Девица која се налази на NGC листи објеката дубоког неба.
Деклинација објекта је - 9° 9' 37" а ректасцензија 12h 12m 36,8s. Привидна величина (магнитуда) објекта NGC 4176 износи 14,5 а фотографска магнитуда 15,3.